# Deon Anderson
Deon Terry Anderson (* 27. Januar 1983 in Providence, Rhode Island) ist ein ehemaliger US-amerikanischer American-Football-Spieler auf der Position des Fullbacks. Er spielte bei den Dallas Cowboys in der National Football League (NFL).

## Jugend
Deon Anderson besuchte in Avon die High School. Er spielte dort American Football, war aber auch als Ringer tätig. Als Ringer wurde er zum All American gewählt und gewann die Schülermeisterschaft von New England.

## Spielerlaufbahn

### Collegekarriere
Deon Anderson studierte von 2002 bis 2006 an der University of Connecticut und spielte dort bei den Connecticut Huskies College Football. Anderson spielte 44 mal für sein Team und erzielte dabei vier Touchdowns. Aufgrund einer Verletzung musste er die komplette Saison 2005 aussetzen. Im folgenden Jahr wurde er zum Most Valuable Player (MVP) seines Teams gewählt. 2004 konnte er mit seiner Mannschaft in den Motor City Bowl einziehen. Sein Team konnte gegen die University of Toledo mit 39:10 gewinnen.

### Profikarriere
Im Jahr 2007 wurde Anderson von den Dallas Cowboys in der sechsten Runde an 195. Stelle der NFL Draft ausgewählt. Anderson wurde überwiegend als Blocker für die Runningbacks Marion Barber und Julius Jones eingesetzt. Aufgrund einer Verletzung konnte er in seinem Rookiejahr lediglich acht Spiele bestreiten. Trotzdem gelang es seinem Team in die Play-offs einzuziehen, wo sie aber früh am späteren Super-Bowl-Sieger, den New York Giants, mit 21:17 scheiterten. Im Jahr 2008 verpasste Anderson aufgrund einer Knieverletzung zwei Spiele der Regular Season. In der Saison 2009 gelang es Anderson erneut mit der Mannschaft aus Dallas in die Play-offs einzuziehen.

## Außerhalb des Spielfelds
Deon Anderson ist verheiratet und hat zwei Kinder.